# Alejo Vidal-Quadras
Alejo Vidal-Quadras Roca (Barcelona, 20 de mayo de 1945) es un físico y político español, miembro fundador de Vox. Ha sido presidente del Partido Popular de Cataluña (1991-1996), senador en el Senado de España, europarlamentario y vicepresidente del Parlamento Europeo (1999-2014).

## Biografía
Descendiente de varias de las familias de la alta burguesía barcelonesa, cuenta entre sus parientes con el pintor José María Vidal‑Quadras, miembro del Círculo Artístico de San Lucas.
Licenciado en Ciencias Físicas por la Universidad de Barcelona en 1969, obtuvo el premio extraordinario de doctorado por la Universidad Autónoma de Barcelona en 1975. En 1983 recibió el Premio Energía Nuclear de la Junta de Energía Nuclear.
En 1988 fue nombrado catedrático de Física Atómica y Nuclear en la Universidad Autónoma de Barcelona, siendo vocal del Consejo de Seguimiento sobre Seguridad Nuclear y Protección Radiológica de Cataluña (1984-1992) y director del Servicio de Física de Radiaciones de la UAB (1984-1992). También ha tenido labor investigadora y docente en el Centro de Investigaciones Nucleares de Estrasburgo, en el University College de Dublín y en el colegio La Inmaculada de los Maristas de Barcelona.

### Trayectoria política

#### En Cataluña (hasta 1999)
Tras formar parte de la candidatura de Solidaritat Catalana en las elecciones al Parlamento de Cataluña de 1980 y un breve paso de seis meses por Unión Democrática de Cataluña, Alejo Vidal‑Quadras fue elegido concejal de Alianza Popular en el Ayuntamiento de Barcelona, y en las elecciones al Parlamento de Cataluña de 1988 diputado autonómico por Barcelona en el Parlamento de Cataluña, donde fue portavoz del grupo parlamentario popular.
A finales de la década de 1980 y principios de la de 1990, el Partido Popular Catalán atravesó una profunda crisis debido al choque de dos tendencias: una, más decidida a enfrentarse al gobierno de Jordi Pujol liderada por Vidal‑Quadras, y otra, más moderada liderada por Jorge Fernández Díaz. Finalmente, en noviembre de 1990, la ejecutiva dirigida por este último fue sustituida por la dirección nacional por una gestora encabezada por Vidal‑Quadras en Barcelona (quién tenía el apoyo de José María Aznar) y en enero de 1991 lo mismo ocurrió con la ejecutiva regional, que fue relevada por una gestora dirigida por Josep Curto, por lo que el ala dura del PP regional se hacía con el control de partido.
Así, el 1 de diciembre de 1991, Vidal‑Quadras era nombrado presidente del Partido Popular de Barcelona (1991-1993) y Partido Popular de Cataluña (1991-1996) sustituyendo a Jorge Fernández Díaz, obteniendo poco más de la mitad del apoyo de los compromisarios, reflejándose las tensiones y división en el partido.. También fue concejal en el Ayuntamiento de Barcelona desde 1991 hasta 1995, y diputado del Parlamento de Cataluña entre 1988 y 1996. Durante estos años lideró una dura oposición a los gobiernos nacionalistas de CiU, siendo el candidato a la presidencia de la Generalidad en los comicios autonómicos de 1992 y de 1995; en estos últimos consiguió el mejor resultado del partido en número de votos hasta el momento, llegando a los 17 diputados. Dicho resultado fue superado, en número de escaños que no de votos, por Alicia Sánchez-Camacho en las elecciones al Parlamento de Cataluña de 2010 donde consiguió 18 escaños. Desde febrero de 1993 es vocal del Comité Ejecutivo Nacional del Partido Popular; también fue Senador por designación autonómica entre 1995 y 1999.
Tras el llamado Pacto del Majestic de 1996 entre Partido Popular y Convergència i Unió que llevó a que José María Aznar fuera investido presidente del Gobierno durante VI Legislatura de España a cambio del apoyo de los populares en el Parlament (que recogía el desarrollo de la financiación autonómica ya iniciada en la etapa socialista, la supresión del servicio militar obligatorio y el traspaso de competencias), fue apartado de la presidencia del Partido Popular de Cataluña, presentando su dimisión como presidente de éste como muestra de su disconformidad con el pacto establecido con los nacionalistas catalanes, y en particular con el entonces presidente de la Generalidad catalana Jordi Pujol.

#### Eurodiputado (1999-2014)
Tras su salida obligada del contexto político catalán, fue reubicado por el partido como eurodiputado, cargo que ostentó entre 1999 y 2014. En las elecciones al Parlamento Europeo de 2009 figuró en el cuarto lugar de la lista del PP. Fue vicepresidente del Parlamento Europeo entre 1999 y 2014, en funciones de 2004 a 2007.
En mayo de 2009, el Partido de los Socialistas de Cataluña incluyó en un cartel de propaganda de las elecciones al Parlamento Europeo de 2009 la dirección de la página web correspondiente al artículo dedicado a su persona en la Wikipedia en español. En dicho cartel aparecía como único mensaje el texto «http://es.wikipedia.org/wiki/Alejo_Vidal-Quadras» sobre fondo rojo. Este hecho se convirtió en noticia nacional.
En octubre de 2009 Vidal Quadras fue elegido jefe de la comisión de conciliación del Paquete Telecom (una serie de medidas legales orientadas a regular Internet, con gran controversia alrededor de su posible vulneración de derechos digitales y la neutralidad en la red). Según la versión del lobby francés La Quadrature du Net, su papel como jefe de la comisión fue duramente criticado por los europarlamentarios del Partido Popular, Los Verdes y GUE/NGL por no permitirles siquiera la lectura de la redacción final del paquete, a pesar de sus repetidas declaraciones en supuesta defensa de la neutralidad en la red. Posteriormente, La Quadrature du Net presentó a Vidal Quadras como uno de los políticos de la cámara europea peor valorados por los defensores de la neutralidad en la red. Sin embargo, semanas después de esta encuesta, el paquete propuesto por Vidal Quadras fue aprobado con 510 votos a favor, 40 en contra y 24 abstenciones.

#### Salida del PP y paso por Vox (2014-2015)
El 27 de enero de 2014 anunció su salida del PP, tras treinta años de afiliación, y su incorporación al nuevo partido político Vox, argumentando la falta de democracia interna en el PP y su desacuerdo con las políticas del Gobierno de Mariano Rajoy en relación con el fin de ETA, el independentismo catalán, la política impositiva y la falta de separación de poderes. En marzo de ese mismo año fue elegido presidente provisional de Vox, partido por el que fue cabeza de lista en las elecciones europeas del 25 de mayo sin obtener representación. En junio de ese mismo año anunció su renuncia a la reelección como presidente de Vox. Tras abandonar toda participación en las actividades internas y ser desautorizado por abogar por el acercamiento de Vox a UPyD y Ciudadanos, comunicó su baja en febrero de 2015.

### Intento de asesinato
El 9 de noviembre de 2023, sobre las 13:30 horas, recibió un disparo en la calle de Núñez de Balboa, en el distrito de Salamanca de Madrid. El atacante le disparó en la cabeza causando una herida de bala en la mandíbula. Después de los hechos el agresor escapó en una motocicleta que conducía otra persona. Horas más tarde la policía halló en las afueras de Fuenlabrada la motocicleta calcinada mientras se barajaba la posibilidad de que el crimen hubiese sido perpetrado por sicarios que, tal y como Alejo apuntó, podrían estar relacionado con el Gobierno de Irán, presuntamente debido a los vínculos que conserva desde su época como eurodiputado del PP (1999-2014) con el Consejo Nacional de Resistencia de Irán, los cuales oponen al Gobierno de Irán. Hasta la fecha, ocho personas han sido detenidas por el atentado, entre ellas Mehrez Ayari, quien está vinculado con la Mocro Maffia.

### Otras actividades
Al margen de sus publicaciones en su época de docente e investigador, ha sido colaborador durante años de los diario La Razón, La Gaceta y de la revista Época y ha escrito diversos libros de temática política.
También es conocido por haber sido uno de los fundadores y principales impulsores de la plataforma Convivencia Cívica de Cataluña, que presidió hasta 2001.
Forma parte del Patronato de Honor de la Fundación para la Defensa de la Nación Española (DENAES) desde el 22 de marzo de 2006 que tiene por objeto recuperar e impulsar desde la sociedad civil el conocimiento y la reivindicación de la Nación Española.
En abril de 2008 recibió la máxima distinción oficial de Francia, la condecoración de la Orden nacional francesa de la Legión de Honor en la categoría de Oficial, por su labor en la cámara europea especialmente por los asuntos relacionados con la energía.
Es miembro del lobby European Friends of Israel. Es también uno de los contactos en España de la Organización de los Muyahidines del Pueblo de Irán.

## Ideario
Vidal-Quadras se autodefine como «liberal conservador». Sus opositores políticos, durante la campaña de las elecciones al Parlamento Europeo de 2009, acusaron a Vidal‑Quadras de pertenecer al sector más conservador del Partido Popular. Por otro lado, sus partidarios lo consideraron como el único político catalán capacitado para enfrentarse al nacionalismo catalán,[cita requerida] durante el momento de mayor auge del Partido Popular en Cataluña, hasta su defenestración por "necesidades" de Gobierno en 1996 (ver Pacto del Majestic).
Ha ligado la supervivencia del Estado español a su condición de nación: «un cuerpo humano queda exánime cuando su alma le abandona, un Estado no puede sobrevivir si exhala su nación».

### Aborto
Vidal-Quadras fue uno de los europarlamentarios del PP que votaron a favor de una resolución sobre los derechos fundamentales en la Unión Europea en la que, en sus artículos 61 y 62, se reconoce el derecho a la "salud reproductiva". Este hecho fue duramente criticado por colectivos como el partido católico conservador Alternativa Española, que calificaron el voto favorable como un acto de "doble lenguaje" por parte los parlamentarios del Partido Popular respecto al tema del aborto. Posteriormente, Vidal‑Quadras hizo unas declaraciones contrarias a la nueva ley del aborto del gobierno socialista de José Luis Rodríguez Zapatero, en las que acusa al Gobierno de "destruir a las personas".

### Matrimonio homosexual
Vidal-Quadras se ha expresado con las siguientes palabras, tomadas de una carta enviada a Enraizados y publicada por InfoCatólica:

La institución del matrimonio corresponde a la unión estable de un hombre y una mujer para formar una familia. Las uniones entre personas del mismo sexo no pueden ser denominadas propiamente matrimonio, sino que corresponden a otra categoría jurídica civil por razones antropológicas, biológicas, sociales, culturales e históricas.

La regulación de las uniones entre personas del mismo sexo ha de tener un carácter específico adecuado a su particular condición, de tal forma que sus derechos y deberes al respecto queden garantizados en el marco de la ley civil.

La unión entre personas del mismo sexo no debe ser confundida o identificada en el marco del ordenamiento jurídico con el matrimonio, que es, por su misma naturaleza, la unión entre un hombre y una mujer.

### Nacionalismo catalán
Durante su etapa como presidente del PP de Cataluña criticó duramente la política de los gobiernos de Jordi Pujol:

[...] CiU ha construido un inmenso aparato mediático, financiero, empresarial, eclesiástico, deportivo, de control clientelar y coacción psicológica sobre la sociedad catalana. Es el fenómeno que se conoce como mexicanización del sistema político. Un partido que no respeta las reglas no escritas de la democracia y utiliza los mecanismo del poder para perpetuarse en él.

Su rechazo hacia las políticas promovidas de inmersión lingüística del catalán frente al castellano le ha llevado a realizar declaraciones como aquella en que en 1995 equiparaba explícitamente la política lingüística de la Generalidad de Cataluña con la del Gobierno sudafricano en la era del apartheid.
Otro texto en el que da a conocer su posición con respecto a la normativa catalana de normalización lingüística es el artículo de opinión publicado en La Razón en el que, en tono satírico, comenta la carta-circular de la dirección del Hospital Universitario Juan XXIII de Tarragona.
La estrategia política que plantea es el no colaborar con los partidos nacionalistas catalanes (ni en los parlamentos autonómicos ni en el Congreso de los Diputados):

Los mecanismos del nacionalismo catalán y vasco para actuar como bisagra en España y como nacionalismos furibundos en sus territorios son una contradicción estructural insoluble. No se puede ser decisivo a la hora de configurar políticas para el todo cuando previamente se ha proclamado "que los únicos intereses a los que se sirve son los de la parte. Por lo tanto, no soy partidario de llegar a pactos con CiU para la gobernación de España.

Asimismo también ha recibido apoyos por su postura contraria al nacionalismo de figuras como Mario Vargas Llosa y de otras como Rosa Regás.

#### Estrategia política
En el Congreso del Partido Popular en Valencia de junio de 2008, Vidal‑Quadras, junto con Santiago Abascal y otros, presentó una enmienda a la línea política a desarrollar por su partido en relación con los partidos nacionalistas periféricos. Esta enmienda fue aprobada por la dirección y recoge la «necesidad de una reforma constitucional que fortalezca el Estado y cohesione la Nación, así como de una nueva estrategia de pactos en virtud de la cual el Partido Popular buscará de manera preferente la estabilidad parlamentaria tanto a nivel nacional como autonómico mediante acuerdos con el PSOE y no con los nacionalistas», llegando incluso a afirmar en 2009 que el único modo de conservar la unidad nacional es a través de la eliminación de las nacionalidades de la Constitución.
Esta enmienda a la línea política fue el fundamento del apoyo del PP al PSE-EE en el Parlamento Vasco tras las elecciones de 2009, aunque en Cataluña no ocurrió lo mismo pues el PSC permitió la investidura de Artur Mas (CiU no alcanzó la mayoría absoluta en el Parlamento de Cataluña tras las elecciones de 2010), mientras el PPC permitió que CiU aprobara sus Presupuestos en el Parlamento hasta la convocatoria de nuevas elecciones en noviembre de 2012.
En noviembre de 2007 llamó cretino integral a Blas Infante y psicópata a Sabino Arana, hechos de los que se disculpó públicamente y que fueron rechazados por el Partido Popular, del que era militante en aquel momento.
En septiembre de 2012 Vidal Quadras pidió la intervención en Cataluña de la Guardia Civil en respuesta a la propuesta de Artur Mas de celebrar un referéndum de autodeterminación en Cataluña.

## Obras sobre política
- Cuestión de fondo (Editorial Montesinos, 1993)
- ¿Qué es la derecha? (Editorial Destino, 1997)
- En el fragor del bien y del mal (Espasa Calpe, 1997)
- Amarás a tu tribu (Editorial Planeta, 1998)
- La Constitución traicionada (Editorial Libros Libres, 2006)
- Ahora, cambio de rumbo (Editorial Planeta, 2012)